# Kao Miura
Kao Miura (三浦 佳生 Miura Kao?, 8 de junio de 2005) es un patinador y competidor activo japonés. Es el campeón mundial júnior 2023, campeón de 2023 Four Continents y medallista de bronce de 2022 Four Continents. A nivel nacional es el campeón de 2021–22 Japan junior national.
Miura nació el 8 de junio de 2005 en Tokio, Japón. A partir de 2018, es un estudiante de secundaria en Yokohama . Sus pasatiempos son ver anime y partidos de béisbol .

## Carrera

### Primeros años
Miura comenzó a patinar en 2009. Como campeón nacional de novatos de Japón de 2017, fue invitado a patinar en la gala del Trofeo NHK de 2017.

### Temporada 2019-2020
Miura hizo su debut en el Gran Premio Júnior en Letonia y terminó en séptimo lugar. A los 14 años, se convirtió en el patinador japonés más joven en lograr un cuádruple toe loop en una competencia internacional con un intento exitoso en el patinaje libre del evento. 

### Temporada 2020-2021
Miura ganó la medalla de plata en el Campeonato Juvenil de Japón 2020-21 . Cuatro días después de los campeonatos nacionales juveniles, hizo su debut en el Gran Premio en el Trofeo NHK 2020 y quedó sexto. Y fue séptimo en los campeonatos nacionales sénior. 

### Temporada 2021-2022
Miura fue asignado al Gran Premio en el Trofeo NHK 2021, donde terminó octavo. Llamó a la competencia "muy divertida" y sin presión. 
En el Campeonato de Japón 2021-22 en diciembre, Miura terminó en cuarto lugar en el evento sénior después de ganar el oro en el evento júnior el mes anterior. Fue nombrado suplente del equipo olímpico japonés y enviado a hacer su debut en el campeonato ISU en el Campeonato de los Cuatro Continentes de 2022 y el Campeonato Mundial Juvenil de 2022.  Miura ganó la medalla de bronce en Four Continents 2022, siendo esta su primera medalla de campeonato principal de la ISU, y dijo: "Creo que pude mostrarle al mundo qué tipo de patinador soy. Por supuesto, cometí algunos errores, pero incluso con los errores, pude realizar una buena actuación y redondearla como lo hice hoy, así que estoy muy feliz". 
El 1 de marzo, Miura fue asignado para reemplazar a Yuzuru Hanyu en el Campeonato Mundial de 2022 . Posteriormente, él mismo se vio obligado a retirarse debido a una lesión en el cuádricep izquierdo y fue reemplazado por Kazuki Tomono. Al momento de su retiro, Miura indicó que esperaba recuperarse a tiempo para competir en el Campeonato Mundial Juvenil programado para unas semanas más tarde, a mediados de abril. Múltiples errores de salto en el programa corto lo llevaron a ubicarse vigésimo en ese segmento con una puntuación de 60.03.  Ascendió al decimotercer lugar en la general después del patinaje libre. 

### Temporada 2022-2023
Miura fue invitado a participar como parte del Equipo de Japón en el Japan Open luego de la retirada de Yuma Kagiyama debido a una lesión, terminando tercero en la competencia masculina mientras que el equipo ganó el oro. 
Compitiendo en el Grand Prix por tercera temporada, y fuera de Japón por primera vez, la primera asignación de Miura fue el Skate America 2022 en Norwood llevándose la medalla de plata. Dijo que "estaba en plena forma al entrar, así que pude hacerlo muy bien aquí". Ocupó el primer lugar en el programa corto nuevamente en el Skate Canada International 2022 el fin de semana siguiente, esta vez superando al actual campeón mundial Shoma Uno y quedó segundo en el programa libre, ganando su segunda medalla de plata consecutiva en el Gran Premio.  Las dos medallas de plata combinadas calificaron a Miura para la final del Gran Premio de 2022-23 . 
En la final de Turín, Miura ocupó el tercer lugar en el programa corto a pesar de caer en su combinación, partiendo de una barrida japonesa de los tres primeros lugares en ese segmento. Explicó que su error fue haber "entrado en pánico porque mi primer salto fue muy bueno, y eso es algo sobre lo que necesito reflexionar". Luchó en el patinaje libre, haciendo triples o doble a los dos saltos cuádruples planeados y cayendo en un tercero. Terminó sexto en ese segmento y cayó al quinto lugar en la general. Muy decepcionado con los resultados y culpando a la falta de concentración, dijo que esperaba "conectar esta frustración con los nacionales, ganar y darlo todo".  
Miura tuvo una mala actuación en el programa corto en el Campeonato de Japón 2022-23, cayendo en sus dos intentos de salto cuádruple. Se colocó decimotercero en ese segmento, muy por detrás de los líderes. Se recuperó en el patinaje libre, ubicándose segundo en ese segmento, suficiente para ascender al sexto lugar en la general.  Como resultado, fue nombrado para competir tanto en el Campeonato de los Cuatro Continentes de 2023 como en el Campeonato Mundial Juvenil de 2023, quedando fuera del Campeonato Mundial.
En el Campeonato de los Cuatro Continentes de 2023, Miura entró al evento como uno de los favoritos para el podio junto con Cha Jun-hwan de Corea, Keegan Messing de Canadá y su compatriota Shun Sato . Miura tuvo un aterrizaje inestable en su cuádruple Salchow de apertura, pero se recuperó para ganar el programa corto.   Después de buenos patinajes libres de Sato y Messing, Miura necesitaba patinar limpio, y lo logró conectando todos sus elementos limpiamente para lograr el mejor puntaje de una nueva temporada en el programa libre y en general para ganar el título.  
Miura ingresó al Campeonato Mundial Juvenil en Calgary como el favorito para la medalla de oro y ganó el programa corto con un patinaje limpio, colocándose cinco puntos por encima del segundo lugar, el patinador canadiense Wesley Chiu . Haciendo referencia a su pobre programa corto en el evento del año anterior, opinó que pudo "canalizar esa frustración en una buena actuación hoy". En el programa libre quedó en primer lugar ganando el oro en el campeonato mundial júnior por más de 40 puntos de diferencia con el segundo lugar.

## Programas
| Estación         | programa corto | patinaje libre | Exhibición |
| ---------------- | --- | --- | --- |
| 2022-2023 <br /> | - Miguel Ángel '70 - muerte del ángel by Astor Piazzolla choreo. by Kenji Miyamoto<br /> by Astor Piazzolla choreo. by Kenji Miyamoto | - Título principal (prólogo) - Cada vez más performed by Dan Stevens - Transformaciones - La Bella y la Bestia (Final) (from Beauty and the Beast) by Alan Menken, Howard Ashman & Tim Rice choreo. by Eiji Iwamoto<br /> (from Beauty and the Beast) by Alan Menken, Howard Ashman & Tim Rice choreo. by Eiji Iwamoto<br /> (from Beauty and the Beast) by Alan Menken, Howard Ashman & Tim Rice choreo. by Eiji Iwamoto - El fantasma de la ópera by Andrew Lloyd Webber choreo. by Kohei Yoshino<br /> by Andrew Lloyd Webber choreo. by Kohei Yoshino | - Traje by Taro Hakase and →Pia-no-jaC← |
| 2021-2022 <br /> | - Cuatro estaciones: invierno by Antonio Vivaldi choreo. by Noriko Sato<br /> by Antonio Vivaldi choreo. by Noriko Sato | - preludio - Nada Pude Dormir - marinera de lavante - Amor Dulce Muerte - poeta en el viento by Vicente Amigo choreo. by Eiji Iwamoto<br /> by Vicente Amigo choreo. by Eiji Iwamoto | - Dame amor by Ed Sheeran choreo. by Noriko Sato<br /> by Ed Sheeran choreo. by Noriko Sato - Elevar by Safri Duo choreo. by Luca Lanotte<br /> by Safri Duo choreo. by Luca Lanotte |
| 2020-2021 <br /> | - Sentirse bien by Leslie Bricusse performed by Michael Bublé choreo. by Noriko Sato<br /> by Leslie Bricusse performed by Michael Bublé choreo. by Noriko Sato<br /> by Leslie Bricusse performed by Michael Bublé choreo. by Noriko Sato | - Una Forma de Vida - Espectros en la niebla - un maestro duro - Guerrero rojo - El camino de la espada (from The Last Samurai) by Hans Zimmer choreo. by Eiji Iwamoto<br /> (from The Last Samurai) by Hans Zimmer choreo. by Eiji Iwamoto<br /> (from The Last Samurai) by Hans Zimmer choreo. by Eiji Iwamoto | - Pianista by Billy Joel |
| 2019-2020 <br /> | - Elevar by Safri Duo choreo. by Luca Lanotte<br /> by Safri Duo choreo. by Luca Lanotte | - Las campanas de Notre Dame (from The Hunchback of Notre Dame) by Alan Menken choreo. by Misao Sato<br /> (from The Hunchback of Notre Dame) by Alan Menken choreo. by Misao Sato<br /> (from The Hunchback of Notre Dame) by Alan Menken choreo. by Misao Sato | |

## Aspectos destacados de la competencia
GP: Gran Premio ; CS: Serie Challenger ; JGP: Gran Premio Júnior

### Temporada 2019-20 hasta el presente
| Internacional | Internacional | Internacional | Internacional | Internacional      |
| Evento | 19-20         | 20–21         | 21–22         | 22–23              |
| --- | ------------- | ------------- | ------------- | ------------------ |
| Campeonato Mundial |               |               | WD            |                    |
| Cuatro continentes |               |               | 3.º           | 1.º                |
| final del Grand Prix |               |               |               | 5.º                |
| Trofeo GP NHK |               | 6.º           | 8             |                    |
| GP Skate América |               |               |               | 2.º                |
| GP Skate Canadá |               |               |               | 2do                |
| Internacional: Júnior |               |               |               |                    |
| Mundiales juveniles |               |               | 13            | 1.º                |
| JGP Letonia | 7.º           |               |               |                    |
| nacional |               |               |               |                    |
| Japón |               | 7.º           | 4.º           | 6.º                |
| Japón Júnior | 8             | 2.º           | 1.º           |                    |
| Secta Oriental. | 2do J         | 1.ª J         | 1.ª J         |                    |
| Registro de Kanto. | 2.º J         | 1.ª J         |               |                    |
| Registro de Tokio. |               |               | 1.ª J         | 2.º                |
| eventos de equipo |               |               |               |                    |
| Abierto de Japón |               |               |               | 1.ª T <br /> 3.ª P |
| TBD = Asignado; WD = Retirado; C = Cancelado <br /> Niveles: J = Júnior <br /> T = Resultado del equipo; P = Resultado personal. Medallas otorgadas solo por el resultado del equipo. |               |               |               |                    |

### Carrera anterior
| Internacional: principiante avanzado            | Internacional: principiante avanzado | Internacional: principiante avanzado | Internacional: principiante avanzado | Internacional: principiante avanzado | Internacional: principiante avanzado |
| Evento                                          | 14–15                                | 15–16                                | 16–17                                | 17–18                                | 18–19                                |
| ----------------------------------------------- | ------------------------------------ | ------------------------------------ | ------------------------------------ | ------------------------------------ | ------------------------------------ |
| Abierto de Asia                                 |                                      |                                      |                                      | 1.º                                  |                                      |
| Abierto de Baviera                              |                                      |                                      |                                      | 1.º                                  |                                      |
| Nacional                                        |                                      |                                      |                                      |                                      |                                      |
| Japón Júnior                                    |                                      |                                      |                                      | 13                                   | 8                                    |
| Japón principiante                              | 6.º B                                | 4.º B                                | 4.º A                                | 1.º A                                |                                      |
| Secta Oriental.                                 |                                      |                                      |                                      |                                      | 4.º J                                |
| Registro de Kanto.                              |                                      |                                      | 1.º A                                | 1.º A                                | 3.ª J                                |
| Registro de Tokio.                              | 1ºB                                  | 1ºB                                  |                                      |                                      |                                      |
| Niveles: A = Novato A; B = Novato B; J = Júnior |                                      |                                      |                                      |                                      |                                      |

## Resultados detallados
Las medallas pequeñas para programas cortos y gratuitos se otorgan solo en los campeonatos de la ISU . Los mejores puntajes personales actuales están resaltados en negrita .
| temporada 2022-23             | temporada 2022-23                          | temporada 2022-23 | temporada 2022-23 | temporada 2022-23 |
| Fecha                         | Evento                                     | SP                | FS                | Total             |
| ----------------------------- | ------------------------------------------ | ----------------- | ----------------- | ----------------- |
| 7 al 12 de febrero de 2023    | Campeonatos de los Cuatro Continentes 2023 | 1 <br /> 91.90    | 1 <br /> 189.63   | 1 <br /> 281.53   |
| 21 al 25 de diciembre de 2022 | Campeonatos de Japón 2022-23               | 13 <br /> 71.12   | 2 <br /> 171.43   | 6 <br /> 242.55   |
| 8 al 11 de diciembre de 2022  | Final del Gran Premio 2022-23              | 3 <br /> 87.07    | 6 <br /> 158.67   | 5 <br /> 245.74   |
| 28 al 30 de octubre de 2022   | Patín 2022 Canadá                          | 1 <br /> 94.06    | 2 <br /> 171.23   | 2 <br /> 265.29   |
| 21 al 23 de octubre de 2022   | 2022 Skate América                         | 1 <br /> 94.96    | 2 <br /> 178.23   | 2 <br /> 273.19   |
| 8 de octubre de 2022          | Abierto de Japón 2022                      | -                 | 3 <br /> 169.94   | 1T <br /> 3P      |
| temporada 2021-22             |                                            |                   |                   |                   |
| Fecha                         | Evento                                     | SP                | FS                | Total             |
| 18 al 23 de enero de 2022     | Campeonatos de los Cuatro Continentes 2022 | 3 <br /> 88.37    | 3 <br /> 162.70   | 3 <br /> 251.07   |
| 22 al 26 de diciembre de 2021 | Campeonatos de Japón 2021-22               | 5 <br /> 92.81    | 4 <br /> 183.35   | 4 <br /> 276.16   |
| 12 al 14 de noviembre de 2021 | Trofeo NHK 2021                            | 8 <br /> 76.62    | 7 <br /> 156.27   | 8 <br /> 232.89   |
| temporada 2020-21             |                                            |                   |                   |                   |
| Fecha                         | Evento                                     | SP                | FS                | Total             |
| 23 al 27 de diciembre de 2020 | Campeonatos de Japón 2020-21               | 13 <br /> 67.61   | 5 <br /> 153.65   | 7 <br /> 221.26   |
| 27 al 29 de noviembre de 2020 | Trofeo NHK 2020                            | 8 <br /> 66.84    | 2 <br /> 143.69   | 6 <br /> 210.53   |

### Nivel júnior
| temporada 2022-23                  | temporada 2022-23                      | temporada 2022-23 | temporada 2022-23 | temporada 2022-23 |
| Fecha                              | Evento                                 | SP                | FS                | Total             |
| ---------------------------------- | -------------------------------------- | ----------------- | ----------------- | ----------------- |
| 27 de febrero - 5 de marzo de 2023 | Campeonato Mundial Juvenil 2023        | 1 <br /> 85.11    | 1 <br /> 179.63   | 1 <br /> 264.74   |
| temporada 2021-22                  |                                        |                   |                   |                   |
| Fecha                              | Evento                                 | SP                | FS                | Total             |
| 13 al 17 de abril de 2022          | Campeonato Mundial Juvenil 2022        | 20 <br /> 60.03   | 8 <br /> 137.56   | 13 <br /> 197.59  |
| 19 al 21 de noviembre de 2021      | Campeonatos juveniles de Japón 2021-22 | 7 <br /> 64.00    | 1 <br /> 165.28   | 1 <br /> 229.28   |
| temporada 2020-21                  |                                        |                   |                   |                   |
| Fecha                              | Evento                                 | SP                | FS                | Total             |
| 21 al 23 de noviembre de 2020      | Campeonatos juveniles de Japón 2020-21 | 5 <br /> 71.56    | 1 <br /> 136.15   | 2 <br /> 207.71   |
| temporada 2019-20                  |                                        |                   |                   |                   |
| Fecha                              | Evento                                 | SP                | FS                | Total             |
| 15 al 17 de noviembre de 2019      | Campeonatos juveniles de Japón 2019-20 | 15 <br /> 57.86   | 4 <br /> 122.54   | 8 <br /> 180.40   |
| 4 al 7 de septiembre de 2019       | Copa JGP Riga 2019                     | 10 <br /> 59.94   | 5 <br /> 125.56   | 7 <br /> 185.50   |